# 2009 ve sportu
Toto je přehled sportovních událostí konaných v roce 2009.

## Sportovní hry
- XIII. Ostrovní hry 2009
- VIII. Světové hry 2009

## Atletika
- Halové mistrovství České republiky v atletice 2009
- Halové mistrovství Evropy v atletice 2009
- Mistrovství České republiky v atletice 2009
- Mistrovství Evropy juniorů v atletice 2009
- Mistrovství Evropy v atletice do 23 let 2009
- Mistrovství světa v atletice 2009
- Mistrovství světa v atletice do 17 let 2009
- Mítink světových rekordmanů
- Světové atletické finále 2009
- Zlatá liga 2009

## Baseball
- Major League Baseball 2009
- Česká baseballová extraliga 2009

## Basketbal
- Mistrovství Evropy v basketbalu mužů 2009
- Mistrovství Evropy v basketbalu žen 2009
- Mattoni NBL 2008/2009
- Mattoni NBL 2009/2010

## Biatlon
- Mistrovství světa v biatlonu 2009
- Světový pohár v biatlonu 2008/2009
- Světový pohár v biatlonu 2009/2010

## Boby,Saně,Skeleton
- Mistrovství světa v jízdě na bobech a skeletonu 2009
- Mistrovství světa v jízdě na saních 2009
- Světový pohár v jízdě na saních 2008/2009
- Světový pohár ve skeletonu 2008/2009

## Cyklistika
- Giro d'Italia 2009
- Tour de Romandie 2009
- Paříž–Nice 2009
- Světový pohár horských kol 2009
- Tour de France 2009

### Cyklokros
- Cyklokros – Superprestige 2008/2009
- Mistrovství světa v cyklokrosu 2009
- Světový pohár v cyklokrosu 2008/2009
- Světový pohár v cyklokrosu 2009/2010
- Mistrovství České republiky v cyklokrosu 2009

## Florbal
- Mistrovství světa ve florbale žen 2009 –  Švédsko
- Mistrovství světa ve florbale mužů do 19 let 2009 –  Švédsko
- Euro Floorball Cup 2009 – Muži:  SSV Helsinki, Ženy:  IKSU
- Fortuna extraliga 2008/2009 – 1. SC SSK WOOW Vítkovice
- Česká florbalová extraliga žen 2008/2009 – CON INVEST Děkanka Praha

## Fotbal

### Svět
- Mistrovství světa ve fotbale hráčů do 17 let 2009
- Mistrovství světa ve fotbale hráčů do 20 let 2009
- Mistrovství světa ve fotbale klubů 2009

### Kontinenty
- Mistrovství Evropy ve fotbale hráčů do 17 let 2009
- Mistrovství Evropy ve fotbale hráčů do 19 let 2009
- Mistrovství Evropy ve fotbale hráčů do 21 let 2009
- Mistrovství Evropy ve fotbale žen 2009

## Futsal
- 1. česká futsalová liga 2008/2009
- 1. česká futsalová liga 2009/2010

## Házená
- Mistrovství světa v házené mužů 2009
- 1. liga národní házené mužů 2008/2009
- 1. liga národní házené žen 2008/2009
- 1. liga národní házené žen 2009/2010
- 2. liga národní házené mužů 2008/2009
- Český pohár národní házené mužů 2008/2009
- Český pohár národní házené mužů 2009/2010
- Český pohár národní házené žen 2009/2010

## Hokejbal
- Mistrovství světa v hokejbalu 2009
- Mistrovství světa v hokejbalu žen 2009

## Judo
- Mistrovství světa v judu 2009
- Mistrovství Evropy v judu 2009

## Krasobruslení
- Mistrovství čtyř kontinentů v krasobruslení 2009
- Mistrovství Evropy v krasobruslení 2009

## Lední hokej

### Svět
- Mistrovství světa v ledním hokeji 2009
- Mistrovství světa v ledním hokeji žen 2009
- Mistrovství světa juniorů v ledním hokeji 2009
- Mistrovství světa v ledním hokeji do 18 let 2009

## Lukostřelba
- Mistrovství světa v halové lukostřelbě 2009

## Lyžování

### Akrobatické lyžování
- Mistrovství světa v akrobatickém lyžování 2009

### Alpské lyžování
- Mistrovství světa v alpském lyžování 2009
- Světový pohár v alpském lyžování 2008/2009
- Světový pohár v alpském lyžování 2009/2010

### Klasické lyžování
- Mistrovství světa v klasickém lyžování 2009
- Světový pohár v běhu na lyžích 2008/2009
- Světový pohár v běhu na lyžích 2009/2010
- Světový pohár v severské kombinaci 2008/2009
- Světový pohár v severské kombinaci 2009/2010
- Světový pohár ve skocích na lyžích 2008/2009
- Tour de Ski 2008/2009
- Turné čtyř můstků 2008/2009

## Motoristický sport
- Formule 1 v roce 2009
- Intercontinental Rally Challenge 2009
- Mistrovství světa silničních motocyklů 2009
- Mistrovství světa superbiků 2009
- Mistrovství světa supersportů 2009
- Rally Bohemia 2009
- Rallye Dakar 2009

## Orientační běh
- Mistrovství světa juniorů v orientačním běhu 2009
- Mistrovství světa v orientačním běhu 2009
- Mistrovství světa veteránů v orientačním běhu 2009
- Světový pohár v orientačním běhu 2009

## Plavání
- Mistrovství světa v plavání 2009
- Mistrovství Evropy juniorů v plavání 2009
- Mistrovství Evropy v plavání v krátkém bazénu 2009

## Rychlobruslení
- Mistrovství světa v rychlobruslení juniorů 2009
- Mistrovství světa v rychlobruslení na jednotlivých tratích 2009
- Mistrovství světa v rychlobruslení ve sprintu 2009
- Mistrovství světa v rychlobruslení ve víceboji 2009
- Mistrovství Asie v rychlobruslení 2009
- Mistrovství Evropy v rychlobruslení 2009
- Mistrovství Severní Ameriky a Oceánie v rychlobruslení 2009
- Světový pohár v rychlobruslení 2008/2009
- Světový pohár v rychlobruslení 2009/2010

## Snowboarding
- Mistrovství světa ve snowboardingu 2009

## Sportovní lezení

### Svět
- Mistrovství světa ve sportovním lezení 2009
- Rock Master 2009
- Světový pohár ve sportovním lezení 2009
- Mistrovství světa juniorů ve sportovním lezení 2009

### Evropa
- Evropský pohár juniorů ve sportovním lezení 2009

### Česko
- Mistrovství České republiky v soutěžním lezení 2009
- Český pohár v soutěžním lezení 2009

## Sportovní střelba
- Světový pohár ve sportovní střelbě 2009

## Tenis

### Grand Slam
- Australian Open 2009
- Wimbledon 2009

## Veslování
- Mistrovství světa ve veslování 2009

## Volejbal
- Mistrovství Evropy ve volejbale mužů 2009
- Mistrovství Evropy ve volejbale žen 2009
- Česká volejbalová extraliga mužů 2008/2009
- Česká volejbalová extraliga mužů 2009/2010
- Česká volejbalová extraliga žen 2008/2009
- Česká volejbalová extraliga žen 2009/2010

## Vzpírání
- Mistrovství světa ve vzpírání 2009
- Mistrovství Evropy ve vzpírání 2009

## Zápas
- Mistrovství světa v zápasu řecko-římském 2009

## Čeští mistři světa pro rok 2009
- Adam Ondra, MSJ ve sportovním lezení, lezení na obtížnost, kategorie A

### Vicemistři světa pro rok 2009
- Adam Ondra, MS ve sportovním lezení, lezení na obtížnost